# Festa de Sant Medir
La festa de Sant Medir és una celebració popular que té lloc a Barcelona i Sant Cugat del Vallès. Concretament, consisteix en una romeria que es fa cada 3 de març, Festa de Sant Medir, des de Gràcia i Sant Gervasi de Cassoles, actualment barris de Barcelona, fins a l'ermita de Sant Medir a la serra de Collserola (terme de Sant Cugat del Vallès).
És coneguda per les tones de caramels i llaminadures que es llancen al públic des de cavalls, carrosses i camions. Al matí es fa una desfilada de colles pel barri i comença un romiatge fins a l'ermita de Sant Medir, a Collserola, on hi ha un aplec per a homenatjar el sant. En tornant, les mateixes colles encapçalen una gran cercavila pels carrers principals del barri i reparteixen els dolços entre el públic, que es prepara amb bosses, galledes i paraigües per recollir-ne tants com pugui.

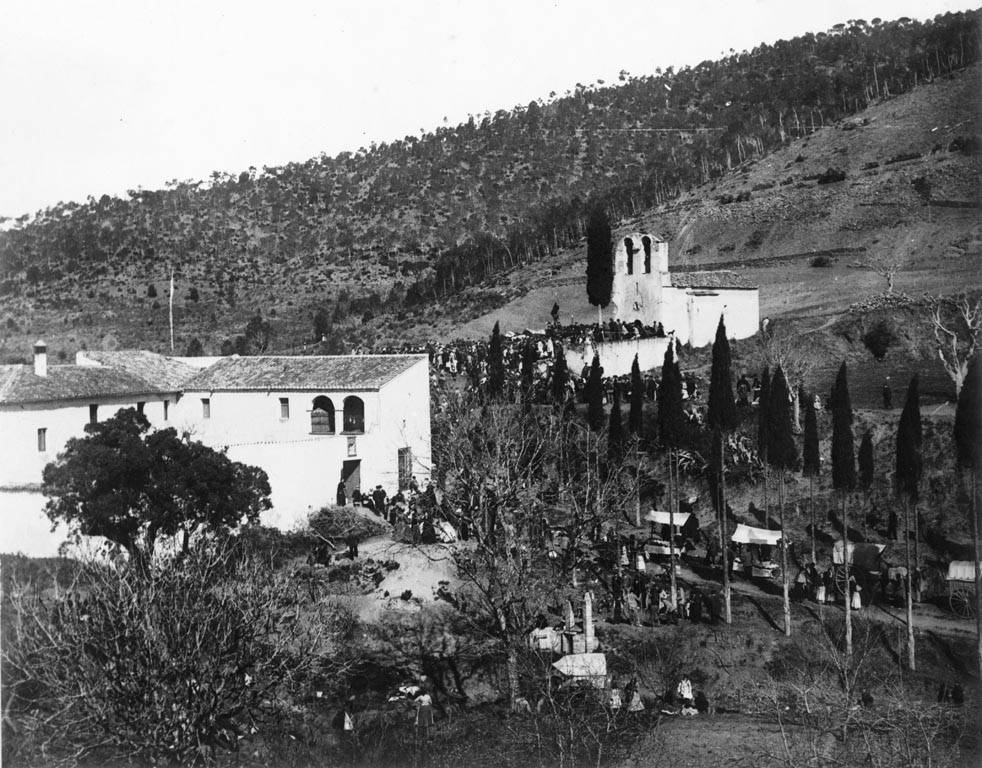
Voltants de Sant Medir un dia d'aplec a principis del segle XX

La celebració en homenatge a sant Medir continua. La Bordeta i Sant Gervasi també fan cercaviles, amb la participació de les colles pròpies, i el romiatge fins a l'ermita. Un cop a l'ermita, es fa l'aplec conjunt en honor del sant, amb una missa i l'acte de col·locació de llaçades commemoratives a la bandera de cada colla. De tota manera, el barri de la Bordeta fa la celebració el diumenge següent a la festa. La tradició és que Sant Medir se celebri un dia feiner, tant a Gràcia com a Sarrià - Sant Gervasi, per la qual cosa si el dia 3 de març s'escau en diumenge, la festa es trasllada al dia 4. A la Bordeta, en canvi, la rua és sempre el diumenge següent a la festivitat.

## Orígens
L'origen de la festa de Sant Medir és a Gràcia en una promesa que va fer el 1828 el forner Josep Vidal i Granés, que tenia el negoci al carrer Gran. Va dir que si resolia una afecció de salut aniria cada any en romiatge a l'ermita de Sant Medir. Aquell any es va començar a fer i, de mica en mica, s'hi anaren afegint familiars, amics i més grups de gent, que després s'organitzaren en colles.
En les primeres cercaviles, en tornant del romiatge, el forner gracienc llançava faves al públic com a homenatge al sant, que –segons la llegenda– en sembrava. Amb el pas dels anys, les faves s'anaren substituint per caramels, fins al punt que avui la celebració s'anomena dolça festa.
Hi ha dues versions sobre l'origen de la tradició. La primera és que la celebració homenatja sant Medir, un pagès que segons la llegenda habitava a la serra de Collserola, en unes terres properes a Sant Cugat. Diuen que l'any 303, enmig de la persecució dels cristians sota ordres de l'emperador Dioclecià, el bisbe Sever de Barcelona fugia de la ciutat. I vet aquí que quan passava per Sant Cugat topà amb el pagès Medir que sembrava faves. El bisbe li explicà el motiu pel qual s'amagava i, decidit a morir abans de renunciar a la fe cristiana, li demanà que digués la veritat si algú preguntava per ell. Un cop se'n va haver anat, les faves començaren a créixer de manera miraculosa. Poc després, el perseguidors es trobaren el pagès Medir, que els va explicar la veritat: Sever havia passat per allà feia una estona mentre ell sembrava faves. Els homes es van pensar que se'n mofava i que protegia el bisbe i se l'emportaren. I, havent-los capturats tots dos, els empresonaren i els martiritzaren fins a la mort.
Una variació d'aquesta primera versió indica que un cabdill carlí que es va refugiar a l'ermita de Sant Medir quan aquest era perseguit pels enemics durant la guerra dels set anys. El cabdill, greument ferit, s'encomanà a Sant Medir de Barcelona i li prometé que en cas de sobreviure el visitaria cada any el dia de la seva festivitat. El devot, després de superar el mal trànsit i tal com havia promès, acudí anualment a l'ermita acompanyat d'amistats. I així va ser com progressivament es va anar establint aquest aplec i pelegrinatge a l'ermita.
La segona versió, del Costumari Català de Joan Amades, situa l'origen en Josep Vidal i Granés, un forner santcugatenc nascut possiblement el 1803 i molt devot de Sant Medir. Vidal es va casar amb una barcelonina i obrí una pastisseria al carrer Gran de Gràcia núm. 111 cantonada carrer Sant Marc després que s'urbanitzés el 1828. Vidal era una persona molt malaltissa i després d'un dels forts atacs de dolor, s'encomanà a Sant Medir i li prometé que en cas de curar-se aniria cada any en pelegrinatge fins a la seva ermita i que ho difondria per intentar estendre la devoció al Sant. I així va ser com el 1830 Josep Vidal inicià el primer romiatge a Sant Medir. Segons el Costumari Català, Vidal muntat sobre una egua i acompanyat de dos músics que tocaven la cornamusa i el timbal feien una cercavila pels carrers de Gràcia per difondre el romiatge abans d'enfilar cap a l'ermita.

## Actes destacats
- Ofrena floral al monument de les colles. El tercer diumenge de febrer es fa una ofrena floral al monument dedicat a les colles de Sant Medir (Núria Tortras, 1969) a la plaça de Trilla. Aquest acte serveix per a inaugurar la festa. Més tard es fa la lectura del pregó des del balcó de l'ajuntament, a la plaça de la Vila.[2]
- Caminada popular. Dins els actes previs a la festa, es destaca la caminada popular a l'ermita de Sant Medir que organitza cada any la Colla Monumental des de Gràcia.[2]
- Desfilada i cercavila de les colles. A Gràcia, el matí del dia de la festa surten les colles, per ordre d'antiguitat, i fan una desfilada pels carrers del barri abans de començar el romiatge a l'ermita. A les vuit del vespre, quan tornen, hi ha la cercavila més concorreguda, en què grans i petits omplen els carrers del barri per veure les colles i recollir tants caramels i llaminadures com puguin. A Sarrià – Sant Gervasi també es fa la cercavila el mateix dia de la festa. Com a Gràcia, al matí les colles volten pels carrers del barri abans d'emprendre el romiatge fins a l'ermita de Sant Medir de Sant Cugat. Al vespre, quan tornen, fan la cercavila més multitudinària, i els carrers s'omplen de cavalls, carrosses, infants i llaminadures. A la Bordeta la cercavila es fa el diumenge següent i circula entorn de la parròquia de Sant Medir. La rua és formada per la banda de música de la Guàrdia Urbana i les colles de romeus amb cavalls i camions que llancen dolços al públic. En acabat, es fa una missa en honor del sant.[2]
- Romiatge i aplec a Sant Medir. El mateix dia de la festivitat, a migdia, les colles de Gràcia, Sarrià i la Bordeta arriben a l'ermita de Sant Medir, on es fa una missa. Tot seguit, es col·loquen les llaçades commemoratives a la bandera de cada colla.[2]
- Diada castellera. Cada any s'organitza una diada en què participen les colles castelleres dels barris vinculats a la festa de Sant Medir, els Castellers de la Vila de Gràcia i els Castellers de Sants, juntament amb els de Sant Cugat. La diada conjunta es fa el diumenge més proper a la festivitat i la seu és rotativa: cada any en un d'aquests llocs.[2]